# Noua Zeelandă
Noua Zeelandă (Aotearoa în maori, New Zealand în engleză; ) este o țară insulară compusă din două insule mari și mai multe insule mici, situate în sud-vestul Oceanului Pacific. Printre națiunile Pacificului de Sud, Noua Zeelandă are cea mai mare și cea mai industrializată economie și este a doua după Papua Noua Guinee ca populație. Noua Zeelandă este notabilă pentru izolarea ei, fiind separată de Australia, la Nord-Vest, prin Marea Tasmaniei (circa 2.000 km distanță). Cei mai apropiați vecini sunt Noua Caledonie, Fiji și Tonga. Majoritatea populației este formată din descendenții europeni (Pakeha – în limbajul localnicilor), indigenii Māori fiind cea mai mare minoritate. Non-Māori polinezieni (samoanii) și populația asiatică constitue de asemenea minorități importante, în special în orașe.
Oficial, Charles al III-lea este regele Noii Zeelande și este reprezentat în țară de guvernatorul general al Noii Zeelande (funcție non-politică). Puterea politică este deținută de prim-ministru, care este conducătorul guvernului în Parlamentul Noii Zeelande, ales democratic. Monarhia Regatului Noii Zeelande include Insulele Cook și Niue, care sunt total auto-guvernate, Tokelau, care se transformă în forma auto-guvernată, și Colonia Ross pe care Noua Zeelandă o revendică în Antarctica.

## Istorie
Noua Zeelandă este una dintre cele mai noi populații formate. Polinezienii stabiliți aici au ajuns în ale lor waka între secolul al XIII-lea și secolul al XV-lea, formând populația și cultura indigenă Māori. Locuitorii Insulelor Chatham se stabilesc în sud-estul Noii Zeelande, formând categoria de populație Maoriori, dar încă se dezbate dacă ei s-au mutat aici din altă parte a Noii Zeelande sau de altundeva din Polinezia. Majoritatea Noii Zeelande a fost divizată în teritorii tribale numite rohe, toate resursele fiind controlate de iwi ('trib'). În mod normal, două iwi nu controlau aceeași rohe. Māori au adaptat la alimentația lor consumul resurselor marine, flora și fauna, vânătoarea marilor păsări moa (care în scurt timp au dispărut), și a șoarecelui Polinezian (Rattus exulans) a cartofului dulce (kumara; Ipomoea batatas), pe care ei le-au introdus în teritoriu.
Primii europeni cunoscuți, care au ajuns în Noua Zeelandă, au fost conduși de Abel Janszoon Tasman, care a navigat în susul coastei de vest a insulelor de Sud și Nord în 1642. El a numit-o Staten Land, crezând că face parte din tărâmul Jacob Le Maire descoperit în 1616 pe coasta statului Chile. Staten Landt apare pe primele hărți ale lui Tasman, dar această denumire a fost schimbată de către cartografii olandezi în Nova Zeelandia, după provincia neerlandeză Zeeland, la ceva timp după ce Hendrik Brouwer a demonstrat în 1643 că teritoriul Americii de Sud nu este o insulă. Latinescul Nova Zeelandia devine Nieuw Zeeland în neerlandeză. Locotenentul James Cook. La 21 mai 1840, Noua Zeelandă devine colonie britanică, care a durat până pe 27 septembrie 1907.

## Clima
Noua Zeelandă are o climă temperat-oceanică. Valorile istorice maxime și minime sunt +42,4 °C la Rangiora, Canterbury și −21,6 °C la Ophir, Otago. Iarna este necesară încălzirea casei. Aceste temperaturi sunt extremele, în mod normal în timpul iernii temperatura nu coboară sub zero grade, decât noaptea, iar în timpul verii rar depășește 30 °C. Căderile de zăpadă sunt foarte rare iarna.

## Flora și fauna
Flora neozeelandeză se caracterizează printr-o mare diversitate și originalitate. Multe dintre speciile australiene nu se găsesc aici. Izolarea arhipelagului a contribuit în mare măsură la aceste unice specii vegetale. Există elemente de flora subtropicală și temperată (de exemplu, sunt peste 400 de specii de ferigi – foarte cunoscute, printre care feriga argintie). Defrișările masive au rărit numărul speciilor existente azi. Dintre acestea se remarcă pinul Kauri, care atinge 40 de m înălțime, se găsește în partea de nord a arhipelagului.

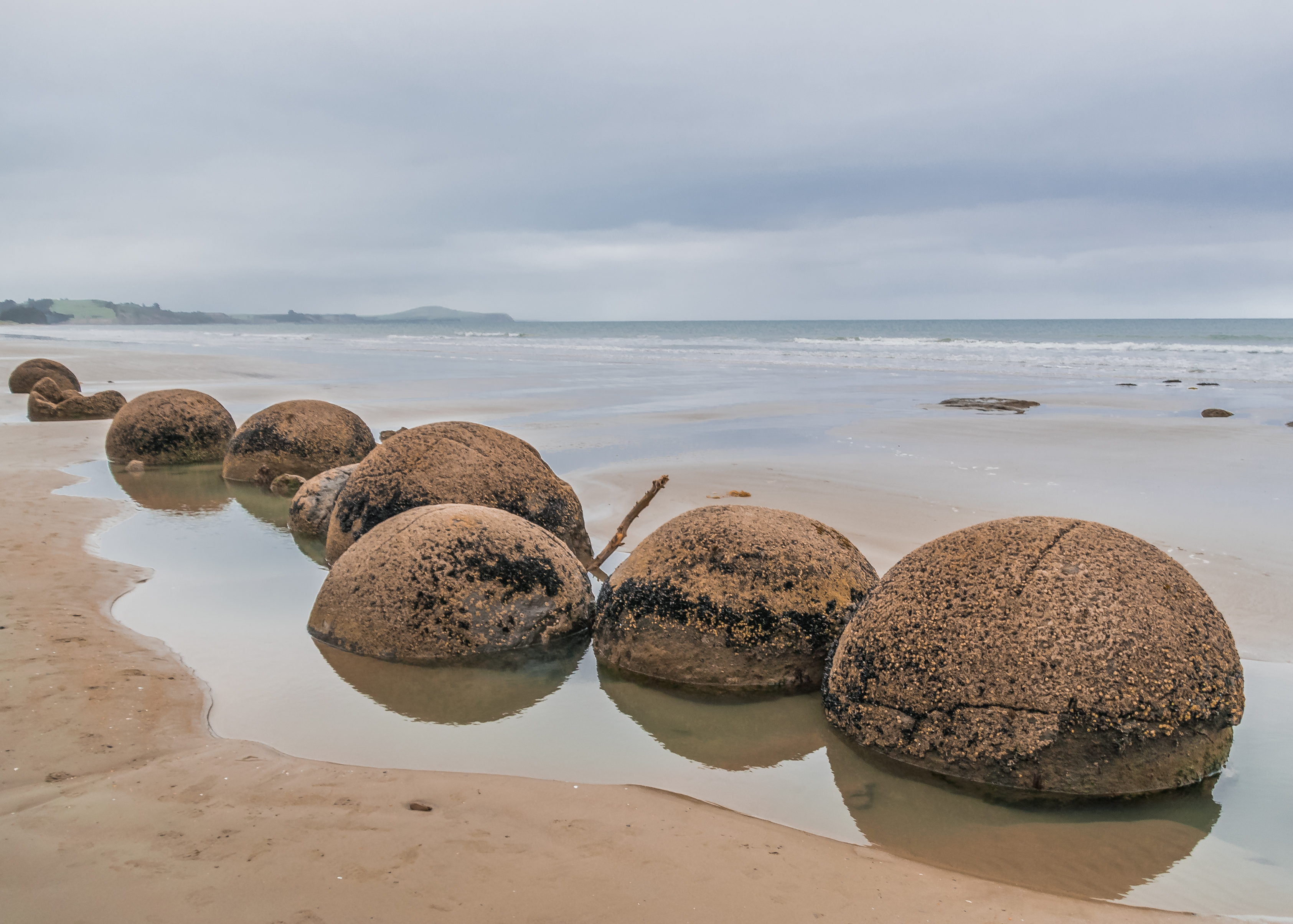
Vestitele concrețiuni sferice “Moeraki Boulders“ din Noua Zeelandă

- Macruronus novaezelandiae - Hoki
- Merluccius australis - Hake

## Geografie
Pe litorarul insulei sudice a țării se găsesc multe concrețiuni sferice neobișnuite, cu diametre de 0,5-2,2 m, formate din argilă cimentată cu calcar, numite „Moeraki Boulders“.

## Imigrație
- en  Immigration New Zealand
- Oficiul pentru Migrația Forței de Muncă (România): Dreptul de muncă în Noua Zeelandă Arhivat în 27 aprilie 2006, la Wayback Machine.

## Orașe
- Auckland
- Blenheim
- Christchurch
- Dunedin
- Greymouth
- Hamilton
- Hastings
- Invercargill
- Manukau
- Napier
- Nelson
- New Plymouth
- Porirua
- Queenstown
- Rotorua
- Tauranga
- Timaru
- Waitakere
- Wangarei
- Wellington
- Whakatane
- Westport

## Insulele Noii Zeelande
- Insula de Nord
- Insula de Sud
- Insula Stewart / Rakiura
- Insulele Chatham
- Insulele Bounty
- Insulele Antipode
- Insulele Auckland
- Insulele Campbell

## Sărbători publice
Se împart în două categorii:

### Sărbători legale
| ziua              | 2007                  | 2009                                                   |
| ----------------- | --------------------- | ------------------------------------------------------ |
| New Year's Day    | Luni 1 Ianuarie       | Joi 1 ianuarie                                         |
| New Year Holiday  | Marti 2 Ianuarie      | Vineri 2 ianuarie                                      |
| Waitangi Day      | Marți 6 Februarie     | Vineri 6 Februarie                                     |
| Good Friday       | Vineri 6 Aprilie      | Vineri 10 Aprilie                                      |
| Easter Monday     | Luni 9 Aprilie        | Luni 13 Aprilie                                        |
| ANZAC Day         | Miercuri 25 Aprilie   | Sâmbătă 25 Aprilie                                     |
| *Queen's Birthday | Luni 4 Iunie          | Luni 1 Iunie                                           |
| Labour Day        | Luni 22 Octombrie     | Luni 26 Octombrie                                      |
| Christmans Day    | Marți 25 Decembrie    | Vineri 25 Decembrie                                    |
| Boxing Day        | Miercuri 26 Decembrie | Sâmbătă 26 Decembrie (se comută pe Luni, 28 Decembrie) |

### Zilele de Aniversare Provinciale
| ziua                                 | 2007                | 2009                |
| ------------------------------------ | ------------------- | ------------------- |
| Auckland & Northland Anniversary Day | Luni 29 Ianuarie    | Luni 26 Ianuarie    |
| Canterbury Anniversary Day           | Vineri 16 Noiembrie | Vineri 13 Noiembrie |
| Chatham Anniversary Day              | Luni 3 Decembrie    | Luni 30 Noiembrie   |
| Hawke's Bay Anniversary Day          | Vineri 19 Octombrie | Vineri 23 Octombrie |
| Malborough Anniversary Day           | Luni 29 Octombrie   | Luni 2 Octombrie    |
| Nelson & Buller Anniversary Day      | Luni 29 Ianuarie    | Luni 2 Februarie    |
| Otago Anniversary Day                | Luni 26 Martie      | Luni 23 Martie      |
| South Canterbury Anniversary Day     | Luni 24 Septembrie  | Luni 28 Septembrie  |
| Southland                            | Luni 15 Ianuarie    | Luni 19 Ianuarie    |
| Taranaki Anniversary Day             | Luni 12 Martie      | Luni 9 Martie       |
| Wellington Anniversary Day           | Luni 22 Ianuarie    | Luni 19 Ianuarie    |

- Zilele Aniversare Provinciale - comemorează crearea provinciei sau un/o altă zi stabilită.

Sub legislația curentă, cei care lucrează într-o zi de sărbătoare publică, trebuie să primească echivalentul în zile libere și plătit o dată și jumătate.
Mențiuni
Pentru Christmas Day, Boxing Day, New Year's Day & 2 January Holiday când această sărbătoare cade în zilele sfârșitului de săptămână
- aceaste zile se vor comuta pe următoarele zile de Luni și Marți.
- pentru unitățile cu foc continuu (servicii medicale, poliție, etc.) angajatorul o va acorda ca atare (în zilele în care cade)
Zilele de aniversare provincială - se vor ține în cea mai apropiată zi de Luni
Taranaki Anniversary Day - se mută în a doua lună din Martie pentru a evita Paștele
Hawkes Bay Anniversary Day - se mută Vinerea înainte de Labour Day
Marlborough Anniversary Day - prima Luni după Labour Day
Canterbury Anniversary -
Westland - 
- Otago & Southland Anniversary Days -

Easter
Lista oficială a Zilelor de Sărbătoare Arhivat în 16 octombrie 2007, la Wayback Machine.

## Sport

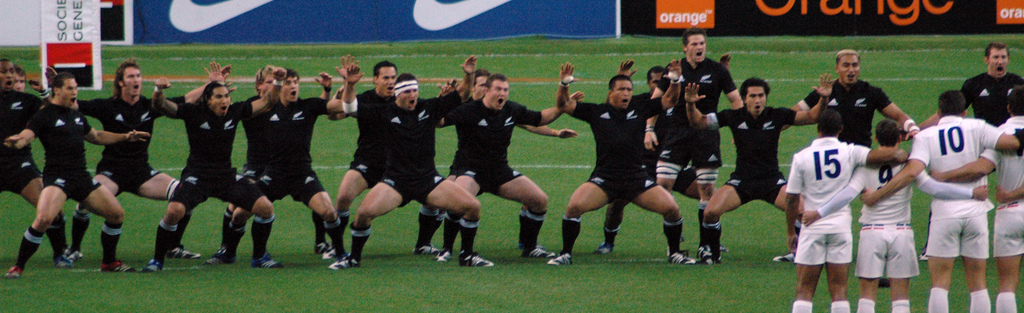
All Blacks interpretează haka înaintea unui meci împotriva Franței în 2006.

Sportul are un rol major în cultura Noii Zeelande, un rol special avându-l rugbyul. Alte sporturi populare sunt cricket, netball, baschet, fotbal și rugbi în XIII. În general Noua Zeelandă are rezultate bune la Jocurile Olimpice și Jocurile Commonwealthului.
Rugbiul este legat de identitatea națională a Noii Zeelande. Echipa națională de rugbi, All Blacks, având cel mai bun palmares dintre toate celelalte echipe naționale de rugbi. Noua Zeelandă a găzduit Campionatul Mondial de Rugby din 1987, ediția inaugurală, și a găzduit ediția din 2011. Haka, un dans războinic tradițional māori, este interpretat de către echipa națională la începutul fiecărui meci internațional.

### În engleză
- en  Ministry for Culture and Heritage - Ministerul pentru cultură și moștenire
- en  New Zealand Government online - Guvernul Neo Zeelandez on-line
- en  New Zealand Trade and Enterprise
- en  National Meteorological Service: weather in New Zealand
- en  New Zealand's history online
- en  Statistics New Zealand.
- en  Te Ara, Encyclopedia of New Zealand
- en  Te Puna Web Directory: a directory to New Zealand & Pacific Island web sites
- en  de  ja  Călătorie în Noua Zeelandă
- en  New Zealand Herald
- en  3 News New Zealand Arhivat în 23 septembrie 2008, la Wayback Machine.
- en  Harta topografică detaliată a insulei de sud
- en  Harta rutieră și a orașelor Noii Zeelande
- en  CIA - The world factbook Arhivat în 18 septembrie 2019, la Wayback Machine.
- en  Educational Review Office (sit guvernamental) - Biroul de revizuire al sistemului educațional
- en  Weather And Climate Service

### În română
- ro  en  www.romania.co.nz: un sit al imigranților români
- ro  en  Biserica Ortodoxă Română din Christchurch Arhivat în 20 martie 2007, la Wayback Machine.
- Vezi și:  Listă de fluvii din Oceania